# Eremon fuscoplagiatum
Eremon fuscoplagiatum är en skalbaggsart som beskrevs av Stefan von Breuning 1940. Eremon fuscoplagiatum ingår i släktet Eremon och familjen långhorningar.
Artens utbredningsområde är Kenya. Inga underarter finns listade i Catalogue of Life.